# E806 (trasa europejska)
E806 – trasa europejska biegnąca przez Portugalię. Zaliczana do tras kategorii B droga łączy Torres Novas z Guardą. 

## Przebieg trasy
- Torres Novas E1 E80
- Castelo Branco E802
- Guarda E80 E802